# Selezione dipendente dalla frequenza
La selezione dipendente dalla frequenza è quel processo per cui il grado di adattamento all'ambiente di un fenotipo è considerato dipendente dalla frequenza relativa dei fenotipi alternativi all'interno di una popolazione data. La selezione dipende positivamente dalla frequenza se la diffusione di un fenotipo lo rende più adatto; al contrario, dipende negativamente se la sua maggiore diffusione lo rende meno adatto all'ambiente. La selezione dipendente dalla frequenza è un particolare tipo di selezione stabilizzante.
Un esempio di selezione dipendente negativamente dalla frequenza è il caso degli alleli reciprocamente incompatibili nelle piante. Quando due piante possiedono la stessa copia dell'allele, risulta impossibile per loro riprodursi. Conseguentemente, una pianta con un allele particolarmente raro (eventualmente nuovo) ha un maggiore successo riproduttivo, e l'allele si diffonde rapidamente nella popolazione.
Un esempio analogo è il mancinismo negli umani: dato che la maggioranza delle persone è destrimane, i mancini godono di notevoli vantaggi nella lotta e negli sport come il tennis. Questo vantaggio diminuisce con la maggiore diffusione del mancinismo; di conseguenza, la percentuale di mancini nella popolazione umana si è attestata ad un livello ottimale pari a circa il 5%.
Un esempio di selezione dipendente positivamente dalla frequenza è un qualsiasi fenotipo comportamentale che favorisca un funzionamento ottimale della comunità. Se pochi organismi sono in grado di favorire le comunità, nasceranno poche comunità e questi individui soffriranno uno svantaggio; se il gene diventasse preponderante, gli individui dotati avrebbero, al contrario, maggiori possibilità di sopravvivenza.